# 栗太銀行
栗太銀行（くりたぎんこう）は、かつて存在した日本の銀行である。本店は滋賀県栗太郡草津町大字草津。昭和金融恐慌により経営が破綻した。

## 概要

### 設立
1897年（明治30年）に地元有力が発起人となり8月23日設置認可を受け、10月17日より営業を開始した。設立当時の資本金5万円から、1900年（明治33年）6月には10万円の増資された。本店は、設立当初、滋賀県栗太郡草津町大字草津309番屋敷におかれていたが、1901年（明治34年）5月5日に同町大字草津425番屋敷に移転した。
設立時役員
| 役職   | 氏名         | 家業         | 住所               | 備考など          |
| ------ | ------------ | ------------ | ------------------ | ----------------- |
| 頭取   | 柴林宗五郎   | 種油製造     | 滋賀県栗太郡葉山村 |                   |
| 取締役 | 里内藤五郎   | 醤油醸造     | 滋賀県栗太郡葉山村 |                   |
| 取締役 | 山内孫右衛門 | 元公吏       | 滋賀県栗太郡草津町 |                   |
| 取締役 | 鵜飼退蔵     | 元県議会議長 | 滋賀県栗太郡金勝村 |                   |
| 取締役 | 中野善次郎   | 酒造業       | 滋賀県栗太郡草津町 | 草津町長/県会議員 |

栗太銀行の設立過程は、明治期に設立した多くの地方金融機関の典型的事例と言える。栗太銀行設立に際しては、地元である滋賀県湖南地域の資産家が発企人、役員として経営に携わり、また株主の大半が滋賀県栗太郡・野洲郡の人達に占められていた。
設立以来、地元の商工業・農業者への融資活動を通じて営業基盤を確立し、設立より20年経った大正中期には県下に18の本支店・出張所・派出所を持つまでに発展した。

### 破綻経緯
好況期における放漫な貸出姿勢に役員関係会社や事業への運転資金補填に利用され、加えて1920年（大正9年）春以降の貸出先における急激な業績不振が明らかになり、栗太銀行の業績は以降著しく悪化していった。栗太銀行では、固定化資金の整理につとめたが長引く不況から好転の兆しが見えず、また役員による不正貸出の風評も生じて、同行株価は1920年（大正9年）年初の150円から半年後には87円まで急落する状況となっていた。このため、1921年（大正10年）上半期に資本金を500千円から1,000千円に倍化させた。
栗太銀行では、新たに江南商事株式会社を設立し、同行役員を責任者として不良貸付先との交渉や担保整理、貸付先保有不動産の売買などを行い不良債権処理に努めた。しかし東京渡辺銀行に始まる取り付け騒ぎに巻き込まれ、1927年（昭和2年）4月15日より帳簿整理の名目で2週間の臨時休業を発表したが、整理がつかず再度3週間の休業を発表した。4月16日滋賀県知事等が日本銀行京都支店に出向し、栗太銀行救済につき要請を行ない、栗太銀行も翌17日に預金者らの要求により整理方針を公表した。この結果4月19日には「二週間の休業を発表している栗太銀行では、十七日各重役が本社で鳩首協議を凝らし善後策を考究した結果、各重役の私財を一時投げ出し、不動産担保の債権を全部譲渡して、同銀行の現在金に有価発券等の一切を合せて百五十万円の資金が出来るので、貸付回収確実な五十万円と合せ、預金総額五百六十万円のうち産業組合その他の大口預金はこの際保留して、現在急を要する支払金三百三十万円が支払金となっておるが従来からの銀行休業の経過を辿ると預金額の三分の一あれば十分対策が講じられる例となっているので、三百三十万円の支払額に対して、同行では約半分の百五十万円の準備資金があるため、確実に整理の目鼻がつくものと見られている。」との新聞報道が行われた。
同年5月16日に本支店とも一斉営業を再開した。開業後の新聞では、「金融界大動揺の際取付にあって休業した栗太銀行は、その後開業して整理中であったが、整理案もほぼ完成し日銀京都支店の諒解も得て政府の救済を受ける見込みもついたので里内頭取等は十六日出県今村知事に報告したが同行では十八日株主総会を開き整理案を発表する。」と一応の落ち着きを一旦得た。
第一次整理案は想定通り、｢整理すべき総額は1,006,875円（内990,197円が回収困難な貸金）で、この償却のため減資（払込済資本金の半額切捨てにより40万円）及び諸積立金繰入れ、役員私財提供600,687円を充当すること｣を骨子としたものであった。しかしこの第一次整理案の実行は進捗せず、加えて日銀の査定により新たに400千円以上の不良債権が明らかになった結果、日銀は「当行ハ整理案ノ実行二依リ内容ノ改善ヲ図りタルト同時二貸出金ノ回収整理二努力シ来りタルモ其成績意ノ如リ挙ラサルニ預金払戻請求、依然トシテ止マス本行ヨリ、特別融通二依リ辛ウシテ六二応シ来レルモ、依然トシテ危急ノ状態ヲ脱スルコト能ハス、当行自立ノ見込益々困難トナレルヲ以テ重役ハ其窮状ヲ当局二念へ之力救済ヲ仰ク所アリ、藪二放テ当局ハ県下有力銀行タル八幡及百三十三ノ両銀行ノ内何レカニ合併ヲ条件トシテ当行ノ整理二斡旋スル所アリタレトモ、既二第一次整理ヲ断行セルニモ拘ラス本行ノ査定スル所二依レバ少クトモ猶四十万円以上二達スル欠損存在セルコト判明セル為メ、前記両銀行共演二当行、整理引受ヲ肯セサルニ至リタルヲ以テ当行ハ薮二全ク自力ヲ以テ単独整理ヲ敢行スルノ外野ナキ状態二立到レリ｣との発表を行った。
その後同行は1928年（昭和3年）に入り、第二次整理案｢それによると同年3月1日現在400千円の欠損があり、これについては払込済資本金の全額切捨てにより補填し、また預金の支払いについては一口金額百円未満の場合は全額即時支払い、百円以上の場合は、1928年（昭和3年）3月25日より4年3月25日まで1力年全額据置、1929年（昭和4年）から1931年（昭和6年）3月まで6カ月に一回、全額の2割を払戻し、前後五回で全額を払い戻す｣を提示した。同年3月3日この整理案に対する臨時株主総会が開催され、併せて栗太銀行全役員が退任した。
預金払い戻しは結果一回目を行ったのみでその後の払い戻しが不可能となり、さらに整理過程中に旧役員らによる不良貸付の事実が明かとなり、新旧役員の対立、そして株主や預金者との対立が深刻化して、栗太銀行の整理問題は文字通り泥沼化するに至っている。1929年（昭和4年）8月28日の株主総会では、旧役員らが誠意ある整理を行なわなかったことを株主らが激しく糾弾し、また同月栗太郡、野洲郡の一部産業組合では、旧役員を相手どり補償債務確認の請求訴訟を提起するなど、旧役員に対する非難の声が高められていった。とくに同年10月に至り旧役員らによる不良貸付の事実が判明し、新聞により栗太銀行不正事件として大きく取り上げられるに及び事態はさらに深刻化することとなった。結果的に1930年（昭和5年）1月28日、栗銀は大蔵省から新規取引の停止を命ぜられ、営業継続の見込みが絶たれることとなった。
新聞では整理直前の状況を報道している。「整理中の栗太銀行は既報の如く…路解散と決定し数日来田中支配人ち東上、大蔵省に報告し解散の諒解を得たので、来る三十一日の定時株主総会に附議することになり、総会招集状は一両日中に発送される。」、「同行が昭和二年四月財界パニックの鯨波を受け休業して以来三年数ケ月、その間新旧両重役をめぐる争ひは、銀行奪守争ひに或は訴訟競争に手段の限りを鑑され、群島被告人として前支配人らを煉獄の下に繋ぎ社会の耳目を餐動せしめたものである」との報道が行われ、1930年（昭和5年）7月31日栗太銀行の解散が株主総会に附議され決定された。
なお残った債務をみると、日銀に対する債務48,700円、近江信託44,000円、信用組合47,000円、未支払預金57,000円などのほか、580千円の不良貸付金を残しており、同行の整理はその後も難渋をきわめることとなった。結果的に、1940年（昭和15年）大蔵省の指導による統合方針のもとに、同年11月滋賀銀行に営業を譲渡され解散するに至った。
1927年（昭和2年）4月の臨時休業発表から1940年（昭和15年）11月までの13年7ヵ月を掛け、漸く栗太銀行整理が終了した。

## 資料
本支店一覧（1926年（昭和元年）12月現在）
| 番号 | 拠点名       | 設置年月               | 所在地                     |
| ---- | ------------ | ---------------------- | -------------------------- |
| 1    | 本店         | 1897年（明治30年）10月 | 栗太郡草津町草津           |
| 2    | 守山支店     | 1898年（明治31年）―月  | 野洲郡守山町               |
| 3    | 瀬田支店     | 1899年（明治32年）-月  | 栗太郡瀬田町               |
| 4    | 野洲支店     | 1900年（明治33年）2月  | 野洲郡野洲町               |
| 5    | 中里支店     | 1908年（明治41年）7月  | 野洲郡中里村               |
| 6    | 大路井支店   | 1916年（大正5年）6月   | 栗太郡草津町大路井         |
| 7    | 大津支店     | 1918年（大正7年）11月  | 大津市阪本町               |
| 8    | 大溝支店     | 1921年（大正10年）10月 | 高島郡大溝町               |
| 9    | 赤野井出張所 | 1916年（大正5年）6月   | 野洲郡玉津村赤野井         |
| 10   | 穴村出張所   | 1916年（大正5年）6月   | 栗太郡常盤村穴村           |
| 11   | 手原出張所   | 1916年（大正5年）6月   | 栗太郡葉山村手原           |
| 12   | 南郷出張所   | 1916年（大正5年）6月   | 滋賀郡石山村南郷           |
| 13   | 永原出張所   | 1916年（大正5年）6月   | 野洲郡祇王村永原           |
| 14   | 膳所出張所   | 1916年（大正5年）6月   | 滋賀郡膳所村               |
| 15   | 駅前派出所   |                        | 栗太郡物部村勝部（守山駅） |
| 16   | 幸津川派出所 |                        | 野洲郡中洲村幸津川         |
| 17   | 木浜派出所   |                        | 野洲郡速野村木浜           |
| 18   | 穴地蔵派出所 |                        | 栗太郡葉山村穴地蔵         |

資本金推移
| 年月           | 1897年（明治30年）8月 | 1900年（明治33年）6月 | 1905年（明治38年）12月 | 1918年（大正7年）6月 | 1922年（大正11年）11月 |
| -------------- | --------------------- | --------------------- | ---------------------- | -------------------- | ---------------------- |
| 資本金（千円） | 50                    | 100                   | 200                    | 500                  | 1,000                  |

事業規模（1911年明治44年度期末）
| 年度                   | 資本金  | 預金        | 貸出金        | 所有有価証券 | 純益金     |
| ---------------------- | ------- | ----------- | ------------- | ------------ | ---------- |
| 1911年（明治44年）下期 | 200千円 | 810千円     | 579千円       | 147千円      | 12千円     |
| 1929年（昭和4年）上期  | 500千円 | 623,234千円 | 1,087,710千円 | 71,651千円   | -7,315千円 |